# Яблув
Яблув (пол. Jabłów) — село в Польщі, у гміні Старі Боґачовиці Валбжиського повіту Нижньосілезького воєводства.
Населення — 426 осіб (2011).
У 1975-1998 роках село належало до Валбжиського воєводства.

## Демографія
Демографічна структура станом на 31 березня 2011 року:
|          | Загалом | Допрацездатний вік | Працездатний вік | Постпрацездатний вік |
| -------- | ------- | ------------------ | ---------------- | -------------------- |
| Чоловіки | 220     | 36                 | 164              | 20                   |
| Жінки    | 206     | 31                 | 125              | 50                   |
| Разом    | 426     | 67                 | 289              | 70                   |

## Галерея

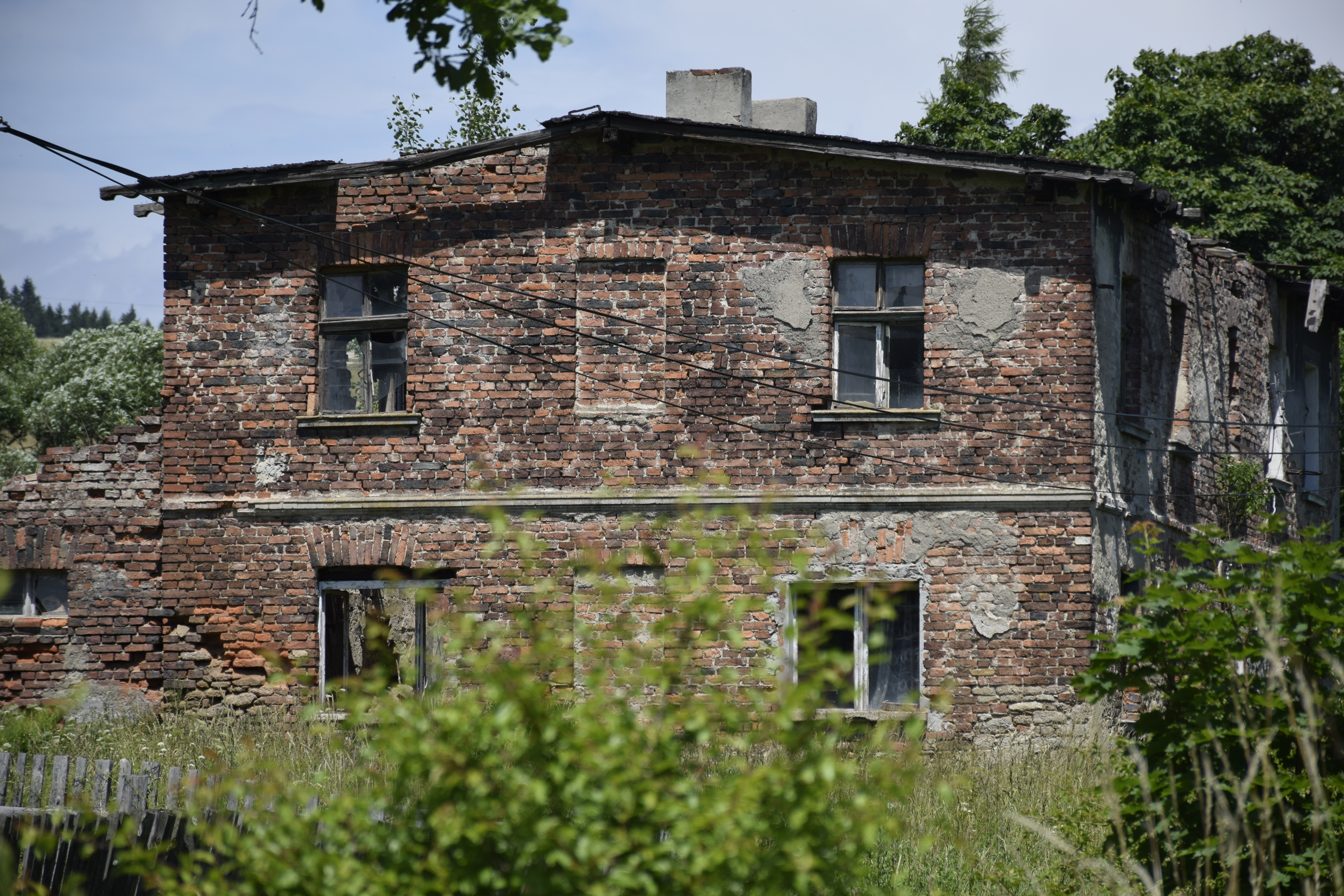
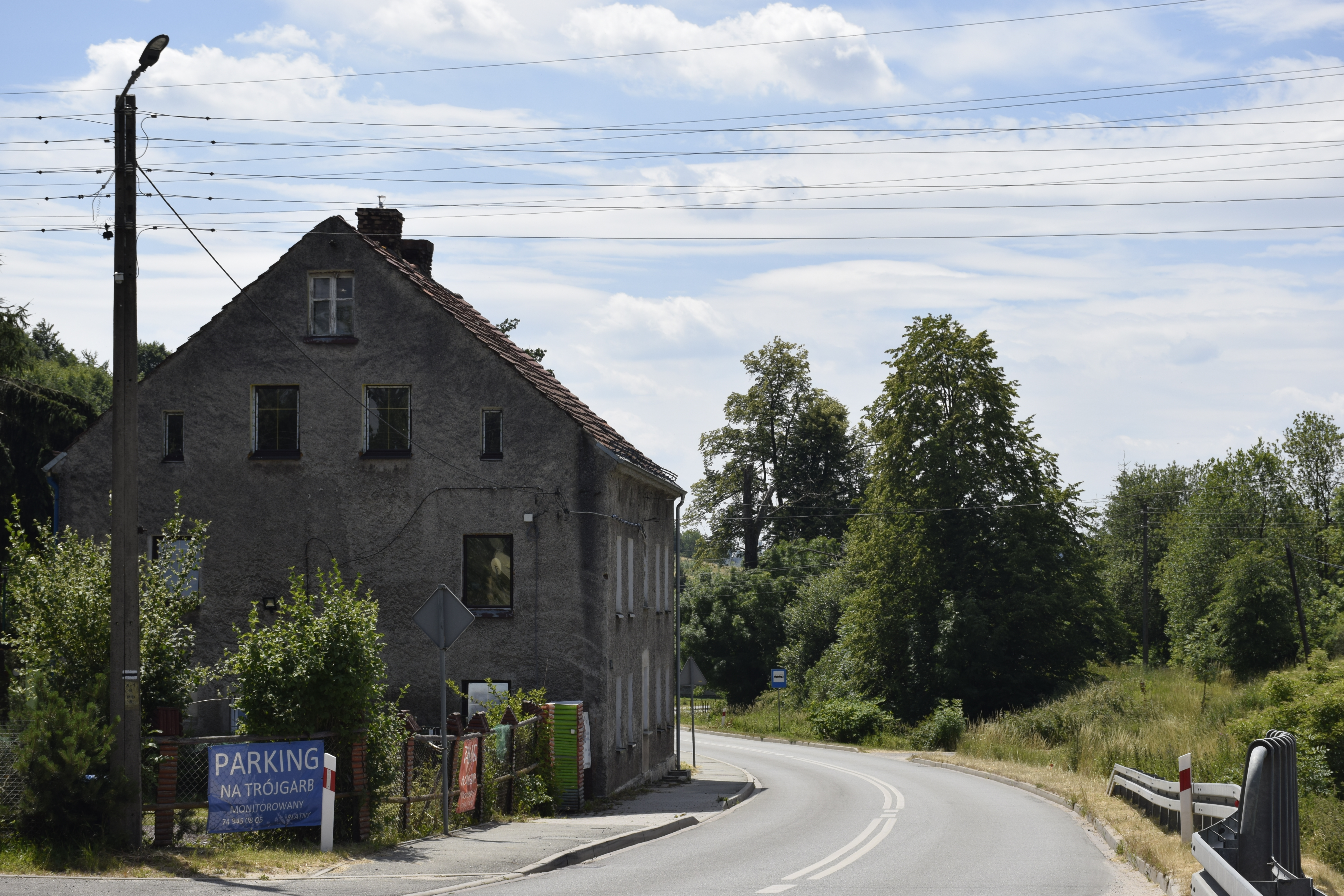
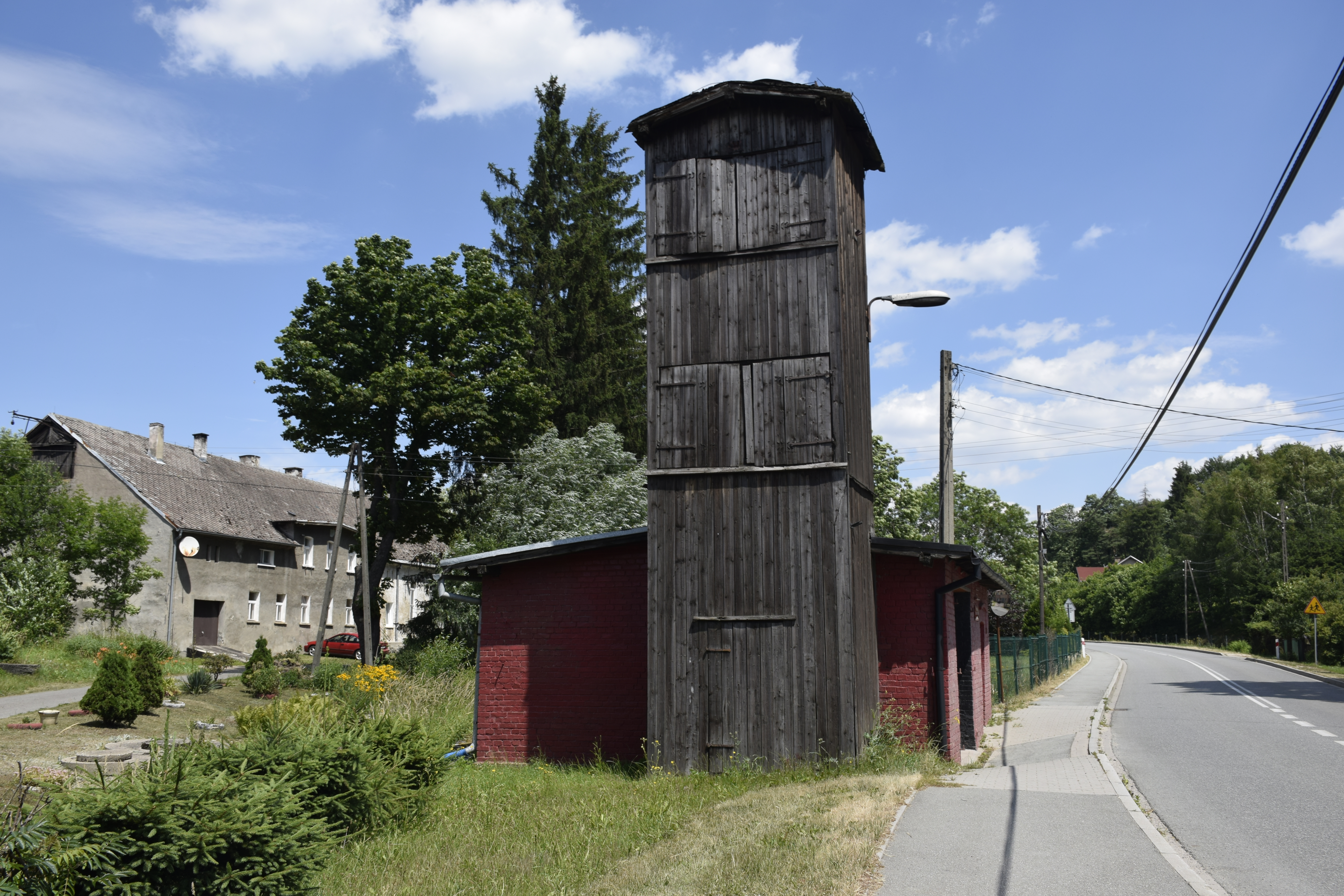
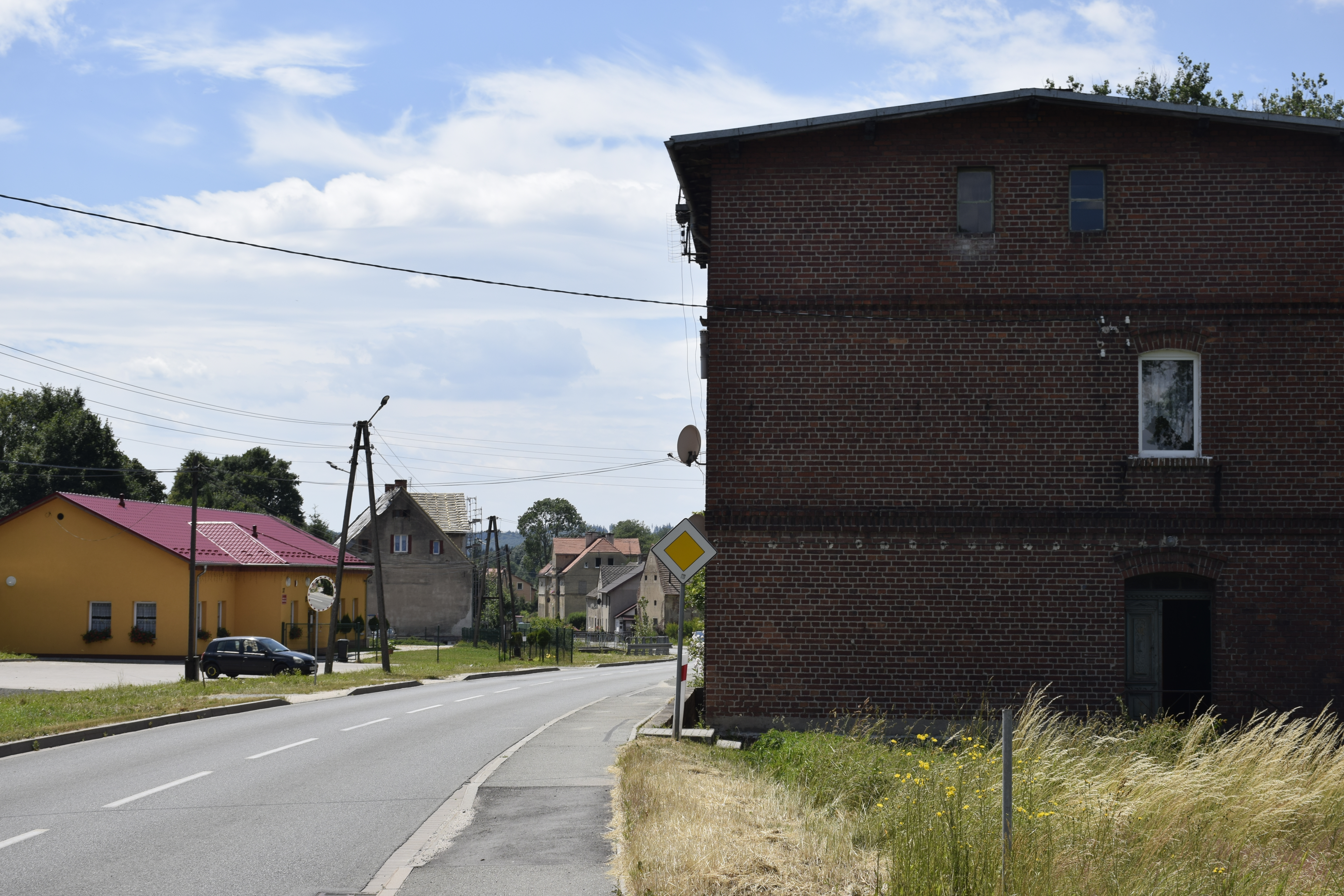